# 都灵地区圣安布罗焦
都灵地区圣安布罗焦（義大利語：Sant'Ambrogio di Torino）是意大利都灵省的一个市镇。总面积8.59平方公里，人口4837人，人口密度563.1人/平方公里（2009年）。ISTAT代码为001255。

## 友好城市
- 義大利加里利亚诺河畔圣安布罗焦 2003年
- 義大利瓦尔波利切拉地区圣安布罗焦 2004年